# 谢华安
谢华安（1941年8月16日—），男，福建龙岩人，中国植物遗传育种学家，福建省农业科学院研究员，中国科学院院士。第八、十一届全国人大代表，第九、十届全国政协委员。主要从事三系杂交稻和超级杂交稻育种研究，带领团队主持育成中国稻作史上种植面积最大的水稻良种“汕优63”。

## 生平
谢华安1941年出生于福建省龙岩县（今龙岩市新罗区适中镇保丰村）。1959年毕业于福建龙岩市农业学校后，担任永安大陶农业中学、永安农业中学教师，1964年，被抽调到永安农业职业中学负责生物课教学。1972年冬，从五七干校调入福建三明市农业科学研究所工作，作为福建省三明地区南繁领导小组组长，被派往海南，参与杂交水稻协作攻关，开始了水稻育种生涯，1980年冬，谢华安培育出具有抗瘟性强、恢复力强、配合力高的株系“明恢63”，为杂交水稻恢复系选育中遗传贡献最大的亲本，也是20世纪中国杂交水稻组合配制中应用最广、持续应用时间最长的恢复系。1981年，谢华安团队利用“明恢63”和不育系“珍汕97A”杂交，培育出“汕优63”。1986年，“汕优63”在全国大面积推广种植，以丰产、抗病、米质优和适应性广等优势，成为全国杂交水稻播种面积最多的种子，并在此后16年连续稳居首位，是中国当今推广时间最长、应用面积最大、增产最显著的水稻良种。其后又相继选育出了“明恢86”“航1号”等恢复系和“Ⅱ航优1号”“Ⅱ航优2号”“汕优77”“Ⅱ优明86”“宜优673”等优质品种。1996年至2006年，担任福建省农业科学院院长。2007年当选为中国科学院院士。

## 争议
2007年，谢华安在参与中国科学院院士增选过程中，福建省农业科学院退休研究员邱实、周易（均为化名）举报其论文《中国种植面积最大的水稻良种——汕优63Ⅲ.光合特性与光能利用率》、著作《汕优63选育的理论与实践》涉嫌抄袭。中国科学院表示评选中已对举报情况进行调查，并在增选大会上公布和讨论，谢当选院士符合评审程序。谢华安在接受记者采访时坦承被举报的该篇论文写于1996年，发表于1997年，以今天的操作规范看确实有不足之处。